# Riccia taeniaeformis
Riccia taeniaeformis là một loài rêu trong họ Ricciaceae. Loài này được Jovet-Ast mô tả khoa học đầu tiên năm 1991.